# 32943 Sandyryan
32943 Sandyryan è un asteroide della fascia principale. Scoperto nel 1995, presenta un'orbita caratterizzata da un semiasse maggiore pari a 3,0421921 UA e da un'eccentricità di 0,0960819, inclinata di 10,96334° rispetto all'eclittica.